# Tage Gynnerstedt
Tage Vilhelm Karl Gynnerstedt, född 2 januari 1900 i Rumskulla församling i Kalmar län, död 22 oktober 1977 i Lund, var en svensk jurist. Han var konsultativt statsråd (opolitisk) i Regeringen Pehrsson-Bramstorp 1936.